# Stade Rennais Football Club
Lo Stade Rennais Football Club, noto comunemente come Rennes, è una società calcistica francese con sede a Rennes, città della Bretagna.
Fondato nel 1901 con il nome Stade Rennais Université Club, il club assunse la denominazione attuale nel 1971. Ha vinto 3 Coppe di Francia e una Supercoppa di Francia.

## Storia

### Fondazione ed albori

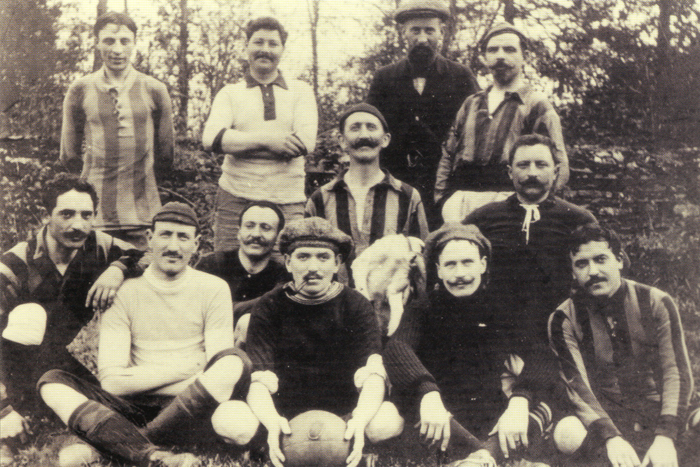
Stade Rennais nel 1904.

Lo Stade Rennais Football Club fu fondato il 10 marzo 1901 da un gruppo di ex studenti che vivevano in Bretagna. La prima partita del club fu disputata due settimane dopo contro lo FC Rennais, che sconfisse lo Stade per 6–0. Nel 1902, lo Stade Rennais si unì alla USFSA, divenendo di conseguenza un membro fondatore della Ligue de Bretagne de football, un campionato regionale fondato per l'occasione dalla federazione. Nella seconda lega stagionale, il club vinse la competizione sconfiggendo i vincitori inaugurali dello FC Rennais per 4-0 in finale. Il 4 maggio 1904, lo Stade Rennais si fuse con i rivali dello FC Rennais formando lo Stade Rennais Université Club col primario obiettivo di soverchiare il recente e continuo dominio nella Ligue de Bretagne dello US Saint-Malo, al tempo conosciuto come US Saint-Servan e schierava generalmente giocatori inglesi. Il nuovo club adottò i colori di Rennes, ovvero una combinazione rosso-nera con strisce verticali nere sulla maglia. La compagine riuscì nell'impresa tre anni dopo, riuscendo ad oscurare i rivali nel 1908 sotto la guida del tecnico gallese Arthur Griffith. La stagione seguente, il Rennes vinse il campionato nuovamente, ma si arrese gli anni successivi nuovamente al Saint-Malo.

### Dagli anni '10 agli anni '30

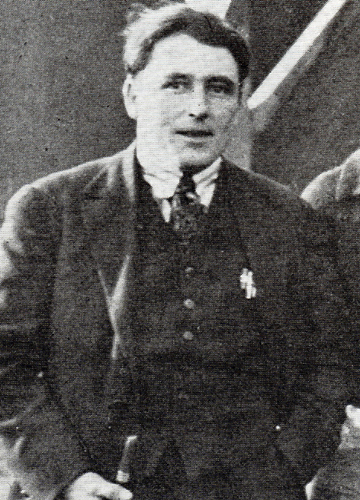
La presidenza di Isidore Odorico marcò la storia del club nel periodo 1920-1930

Dopo la prima guerra mondiale il Rennes inizia a concentrare i suoi sforzi nel tentativo di conquistare la Coupe de France da poco creata. Rinforzato dagli arrivi degli internazionali Bernard Lenoble, Maurice Gastiger, Ernest Molles ed il capitano François Hugues dopo il conflitto, nella quarta edizione della competizione il Rennes raggiunse la finale. Nella finale il club si scontrò con i due volte campioni uscenti del Red Star Olympique che schierava l'attaccante Paul Nicolas, il difensore Lucien Gamblin ed il portiere Pierre Chayriguès. Il Red Star si portò avanti ad inizio partita segnando al 4' e chiuse la pratica a pochi minuti dal termine con una rete di Raymond Sentubéry. Dopo lo scioglimento della USFSA nel 1913, il Rennes entrò nella Ligue de l'Ouest. Nel 1929 tuttavia il club lasciò l'organizzazione non in disaccordo per l'elevato numero di partite previste per la stagione: il Rennes divenne un Free agent e fu costretto a disputare un numero elevato di amichevoli per sopperire la mancanza di incontri di lega.
Nel 1930, il Consiglio Nazionale della Federcalcio francese votò 128-20 in favore del professionalismo nel calcio francese. Sotto la leadership del presidente Isidore Odorico, il Rennes fu tra i primissimi club ad adottare un nuovo statuto e, di conseguenza, a divenire un club professionistico nonché fondatore della nuova lega. Nella stagione inaugurale, il Rennes si piazzò a metà classifica del suo gruppo. Due anni dopo, nel 1935, il club raggiunse nuovamente la finale di Coupe de France. La squadra però fu nuovamente sconfitta, stavolta dal Marsiglia per 3-0, dopo aver fallito tre gol clamorosi nel primo tempo. L'attacco della squadra era stato tra l'altro decimato dalle assenze: Walter Kaiser e Walter Vollweiler, entrambi titolari, erano infortunati. Il Rennes resse quattro anni ulteriori in massima divisione, prima di retrocedere nel 1937. La squadra non si risollevò più fino all'abolizione del calcio professionistico avvenuta a causa della seconda guerra mondiale.

### Dal dopoguerra al periodo Prouff

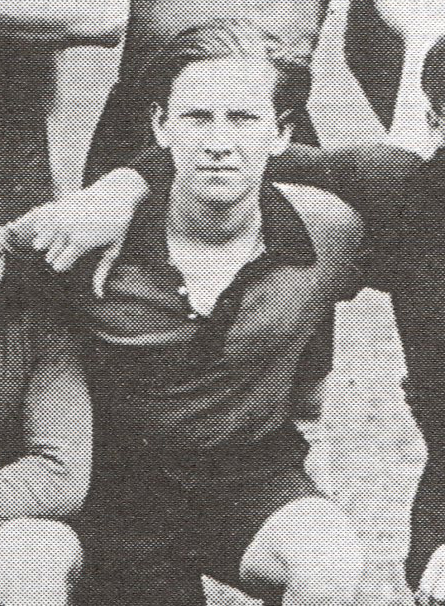
Jean Prouff, qui fotografato come giocatore del Rennes negli anni '30, condusse il club ai suoi maggiori successi

Dopo la fine della guerra, il Rennes tornò presto in Division 1. Guidato dal franco-austriaco Franz Pleyer, il Rennes ottenne il suo traguardo migliore giungendo quarto in campionato nel 1948-49. Nonostante l'exploit sotto la guida di Pleyer, il club faticò a mantenersi a livelli buoni e già negli anni cinquanta cominciò a ruotare tra la massima serie e quella cadetta, sotto la guida dello spagnolo Salvador Artigas e di Henri Guérin che interpretò il ruolo sia di allenatore che di giocatore.
Fu con l'arrivo alla guida societaria di Louis Girard che il Rennes alzò le proprie ambizioni e prospettive, innanzitutto rinnovando lo Stade de la Route de Lorient. Girard si adoperò per rendere il Rennes competitivo a livello nazionale ed il primo obiettivo raggiunto fu la promozione in Division 1 nel 1958. Dopo aver finito nella parte bassa della classifica per ben sei anni di fila, il Rennes ora guidato Jean Prouff, con passato da calciatore nelle file dei bretoni, concluse al 4º posto nella stagione 1964-65. Lo stesso anno, il club registrò il suo primo successo maggiore, vincendo la Coupe de France. Il Rennes sconfisse lo UA Sedan-Torcy 3-1 nel replay della finale del 1965; la prima partita era finita 2-2. Dopo il successo in coppa, il Rennes partecipò l'anno successivo per la prima volta ad una competizione europea, la Coppa delle Coppe 1965-1966. La compagine francese fu eliminata al primo turno dai cecoslovacchi del Dukla Praga.
Gli anni successivi, il Rennes stentò in campionato, ma si comportò bene in coppa: raggiunse due volte le semifinali di Coupe de France in due occasioni, nel 1967 e 1970. Nel 1971, finalmente, il Rennes si aggiudicò la sua seconda Coupe de France battendo il Lione 1-0, con la trasformazione di un rigore da parte di André Guy.
Il 23 maggio 1972, il Rennes ufficialmente cambiò il suo nome sociale, adottando l'attuale. Prouff lasciò la squadra l'anno successivo ed il club soffrì una vertiginosa caduta libera.

### Dagli anni '70 agli anni '90
Dal 1972 al 1994, il Rennes entrò in un lungo periodo grigio e mediocre, caratterizzato da 11 allenatori differenti e, durante i vari anni, retrocessioni e risalite alternate. Nel 1978, oltretutto, il club fu sull'orlo di una bancarotta e subì l'ordine di un tribunale di vendere le maggiori fonti di introito per entrare in una politica di austerity. Gli anni '80 furono caratterizzati da stagioni mediocri e da un ruolo più consistente del municipio cittadino nel club.

### Rinascita e potenziamento del vivaio
Nel 1994, il Rennes tornò in Division 1 inaugurando un periodo di stabilità, in particolare grazie ad una nuova politica di gestione basata sull'utilizzo di un vivaio più attento e competitivo. Invece di gettarsi nelle aste per i giocatori migliori, il club puntò sui suoi giovani e li inserì sin dall'inizio in prima squadra non appena l'allenatore riteneva fossero pronti. Questa strategia si rivelò proficua e la squadra bretone lanciò molti talenti, alcuni di enorme successo come Sylvain Wiltord, Jocelyn Gourvennec ed Ulrich Le Pen. Nel 1998, il club fu venduto dal municipio cittadino al magnate François Pinault. Pinault investì una consistente quantità di fondi sul club, puntando sempre alla produzione di giovani talenti costruendo un nuovo centro di allenamenti. Il centro fu completato nel 2000. Pinault finanziò inoltre una completa ristrutturazione dello Stade de la Route de Lorient. Non mancò di investire nel mercato ingaggiando molti giocatori dal Sud America, in particolare Lucas Severino, che fu pagato la cifra record di 21 milioni di euro.
I risultati furono immediati e nella decade tra 2000 e 2010 il Rennes fece la propria apparizioni in cinque competizioni UEFA su dieci. Dal vivaio il club fece emergere un numero elevato di giovani talenti come Yann M'Vila, Yacine Brahimi, Jimmy Briand, e Abdoulaye Diallo, per citarne solo alcuni. In campionato, il Rennes ottenne il suo migliore risultato finendo quarto nel 2004-05, bissando la stessa posizione due stagioni dopo.
Nel 2009, il club raggiunse nuovamente la finale di Coupe de France, ma fu a sorpresa sconfitto dai rivali bretoni del Guingamp, nonostante fosse considerato nettamente favorito essendo gli avversari una compagine di seconda divisione. Nonostante il Rennes avesse dominato gran parte della gara portandosi in vantaggio, subì due gol in dieci minuti. Per l'occasione, essendo la prima volta di due finaliste bretoni, allo Stade de France furono intonate melodie e canzoni bretoni, così come l'inno della Bretagna.
Conclude la Ligue 1 2017-2018 con un sorprendente 5º posto (con 58 punti), permettendosi così un posto per la fase a gironi di Europa League 2018-2019. Viene aggiunto nel gruppo K con Dinamo Kiev, Astana e Jablonec, girone che conclude al secondo posto con 9 punti, superando all’ultima giornata i kazaki, battendoli per 2-0. Ai sedicesimi di finale, il club ottiene un 3-3 casalingo contro il Betis, per poi riuscire a trionfare per 3-1 sul campo degli spagnoli nel ritorno. Nel turno seguente, il Rennes compie l’impresa di battere l’Arsenal per 3-1; tuttavia, nel match di ritorno, il club londinese ribalta il risultato fissandolo su un netto 3-0 ed eliminando i francesi dalla competizione.
Nella stagione 2018-2019 il Rennes torna a vincere un trofeo (non accadeva dal 1971), aggiudicandosi la Coppa di Francia 2018-2019 grazie al successo in finale ai tiri di rigore contro il favorito Paris Saint-Germain.
Al termine della stagione 2019-2020, interrotta anticipatamente a causa della pandemia di COVID-19 del 2020 in Francia, la squadra bretone ottiene il miglior piazzamento finale in classifica della propria storia in Ligue 1, posizionandosi al terzo posto con conseguente qualificazione diretta alla fase a gironi della UEFA Champions League 2020-2021. Per il club rossonero si tratta infatti della prima esperienza in assoluto nella massima competizione europea.

## Colori e simboli

### Colori
Il Rennes gioca tradizionalmente in maglia rossa con calzoncini e calzettoni neri (da cui il soprannome rouge et noire, rosso-neri). La prima divisa ufficiale fu tuttavia completamente diversa: era infatti a strisce verticali azzurre e celesti, con calzettoni scuri. Il rosso ed il nero, colori della città di Rennes, furono adottati soltanto dopo la fusione tra lo FC Rennes e lo Stade storico, quando fu fondato lo Stade Rennais Université Club, anche se alla classica divisa rosso-nera furono aggiunte anche delle strisce verticali nere. Successivamente, fino ai tempi più recenti, la divisa è diventata quella che si conosce, con maglia rossa e dettagli più o meno vistosi neri a seconda delle annate e calzettoni e calzoncini neri con risvolti rossi. L'attuale divisa casalinga rispetta la tradizione, essendo semplicemente rossa con pantaloncini e calzettoni neri.
La divisa da trasferta del Rennes è generalmente o bianca o nera (la nera è spesso anche terza in caso di esistenza di una seconda bianca). Peculiarità del club negli ultimi venti anni è quella di utilizzare spesso sulle divise bianche degli ermellini neri simboli della Bretagna, regione di cui Rennes è capoluogo. La situazione si riflette anche attualmente, essendo la divisa in uso dalla stagione 2010-11 bianca con strisce orizzontali nere e un cantone sulla spalla con gli ermellini (richiamo ancor più netto alla Gwenn Ha Du bretone). Questa divisa è stata sostituita a fine 2011 da una bianca crociata di nero, che richiamava a sua volta un antico simbolo bretone, la bandiera Kroaz Du. Per la stagione 2011-12 la divisa da trasferta è rimasta bianca con una banda orizzontale nera con i consueti ermellini in trasparenza.
La terza divisa a disposizione della squadra per la stagione 2011-12 è di un inusuale color violaceo.
Il fornitore delle divise è da anni la Puma, azienda della quale il presidente del Rennes è azionista di maggioranza tramite la PPR. Lo sponsor sulle divise è Samsic.

## Strutture

### Stadio

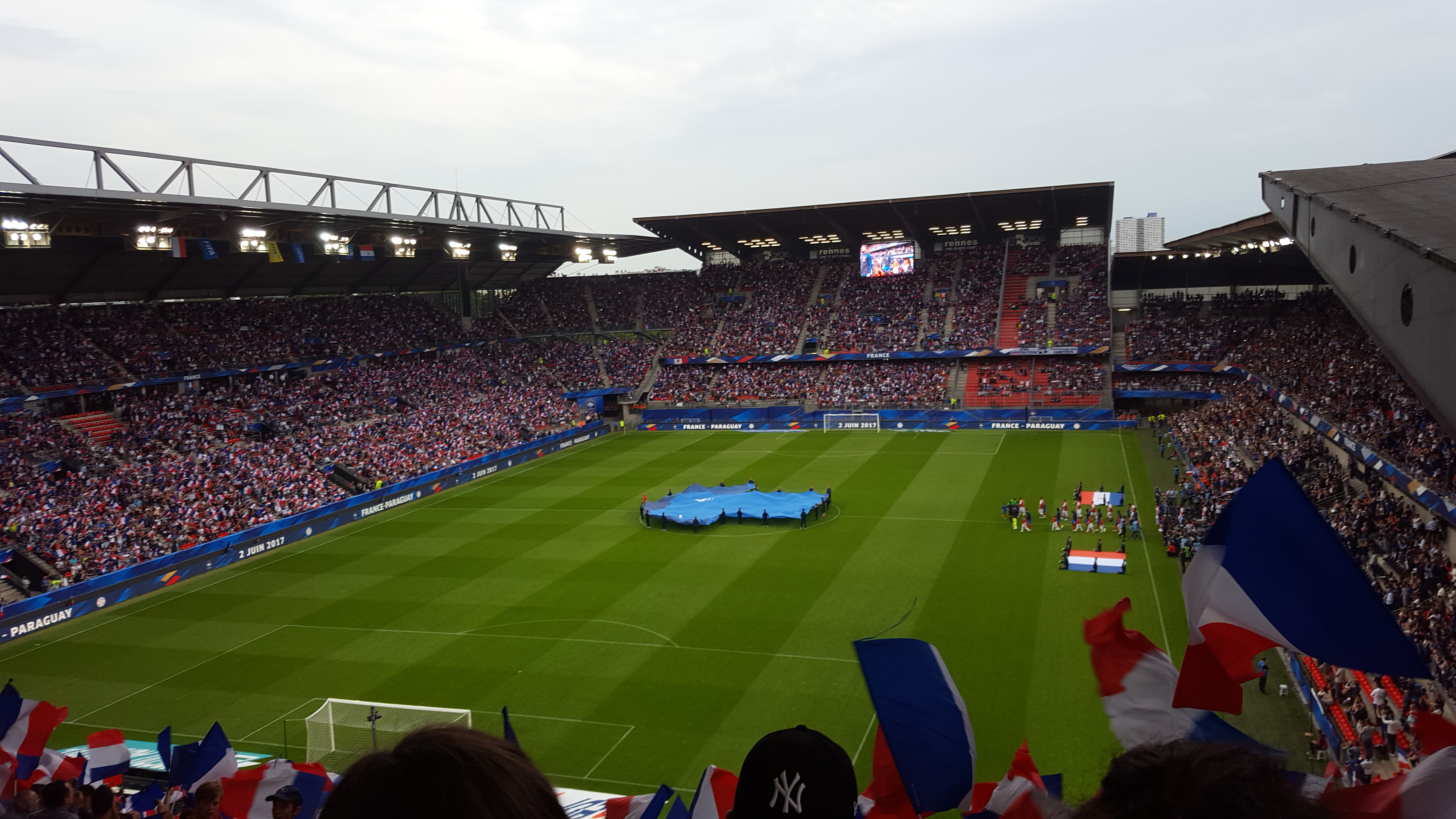
Il Roazhon Park.

Il club gioca le partite casalinghe al Roazhon Park. Conosciuto in passato come Stade de la Route de Lorient, sorge nella parte est di Rennes e può ospitare 29.778 spettatori. È stato costruito nel 1912 e più volte rammodernato, fino alla ricostruzione operata tra il 1999 ed il 2004.

## Allenatori e presidenti

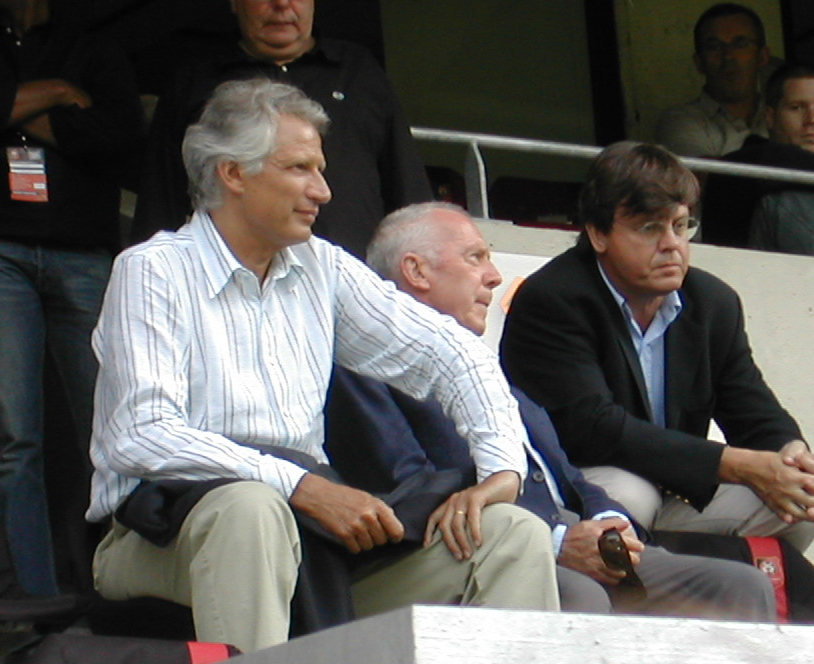
François Pinault (al centro), attuale proprietario del club allo stadio durante una partita del Rennes

Di seguito è riportata la lista degli allenatori che si sono succeduti alla guida del club nella sua storia.
- 1936-1941  Jean Batmale
- 1942-1945  Jean Batmale
- 1952-1955  Salvador Artigas
- 1961-1964  Antoine Cuissard
- 1964-1972  Jean Prouff
- 1972-1974  René Cédolin
- 1974-1975  René Cédolin (1 lug.-28 feb.)
 Antoine Cuissard (1 mar.- 30 giu.)
- 1976-1978  Claude Dubaële
- 1978-1979  Alain Jubert
- 1979-1982  Pierre Garcia
- 1984-1986  Pierre Mosca
- 1986-1987  Pierre Mosca (1 lug.-31 dic.)
 Patrick Rampillon (1 gen.- 30 giu.)
- 1987-1991  Raymond Keruzoré
- 1991-1993  Didier Notheaux
- 1993-1996  Michel Le Millinaire
- 1996-1997  Yves Colleu
- 1998-2001  Guy David
- 2001-2002  Christian Gourcuff
- 2002-2003  Philippe Bergerôo (1 lug.-15 ott.)
 Vahid Halilhodžić (1 ott.- 30 giu.)
- 2003-2006  László Bölöni
- 2006-2007  Pierre Dréossi (1 lug.-17 dic.)
 Guy Lacombe (18 dic.- 30 giu.)
- 2007-2009  Guy Lacombe
- 2009-2013  Frédéric Antonetti
- 2013-2015  Philippe Montanier
- 2015-2016  Philippe Montanier (1 lug.-19 gen.)
 Rolland Courbis (20 gen.- 30 giu.)
- 2016-2017  Christian Gourcuff
- 2017-2018  Christian Gourcuff (1 lug.-7 nov.)
 Sabri Lamouchi (8 nov.- 30 giu.)
- 2018-2019  Sabri Lamouchi (1 lug.-3 dic.)
 Julien Stéphan (4 dic.- 30 giu.)
- 2019-2020  Julien Stéphan
- 2020-2021  Julien Stéphan (1 lug.-1 mar.)
 Bruno Génésio (4 mar.-30 giu)
- 2021-  Bruno Génésio

## Palmarès

### Competizioni nazionali
- Coppa di Francia: 3

1964-1965, 1970-1971, 2018-2019
- Supercoppa francese: 1

1971 (titolo condiviso col Marsiglia)
- Campionato francese di seconda divisione: 4

1955-1956, 1975-1976 (girone A), 1982-1983 (girone A), 1989-1990 (girone B)

### Competizioni giovanili
- Coppa Gambardella: 4

1973, 2003, 2008, 2025
- Championnat National U19: 3

2000-2001, 2006-2007, 2018-2019
- Championnat National U17: 1

2017-2018

### Altri piazzamenti
- Campionato francese:

Terzo posto: 2019-2020
- Coppa di Francia:

Finalista: 1921-1922, 1934-1935, 2008-2009, 2013-2014
Semifinalista: 2023-2024
- Coppa di Lega francese:

Finalista: 2012-2013
- Supercoppa francese:

Finalista: 1965, 2019
- Coppa Intertoto UEFA:

Finalista: 1999

## Statistiche e record

### Partecipazione ai campionati e ai tornei internazionali

#### Campionati nazionali
Dalla stagione 1932-1933 alla 2025-2026 il club ha ottenuto le seguenti partecipazioni ai campionati nazionali:
| Livello | Categoria            | Partecipazioni | Debutto   | Ultima stagione | Totale |
| ------- | -------------------- | -------------- | --------- | --------------- | ------ |
| 1º      | Division 1 / Ligue 1 | 69             | 1932-1933 | 2025-2026       | 69     |
| 2º      | Division 2 / Ligue 2 | 17             | 1937-1938 | 1993-1994       | 17     |

#### Tornei internazionali
Alla stagione 2023-2024 il club ha ottenuto le seguenti partecipazioni ai tornei internazionali:
| Categoria                     | Partecipazioni | Debutto   | Ultima stagione |
| ----------------------------- | -------------- | --------- | --------------- |
| UEFA Champions League         | 1              | 2020-2021 | 2020-2021       |
| Coppa delle Coppe             | 2              | 1965-1966 | 1971-1972       |
| Coppa UEFA/UEFA Europa League | 8              | 2005-2006 | 2023-2024       |
| UEFA Conference League        | 1              | 2021-2022 | 2021-2022       |
| Coppa Intertoto               | 4              | 1996      | 2008            |

### Statistiche individuali
Il giocatore con più presenze nelle competizioni europee è Benjamin Bourigeaud a quota 43, mentre i migliori marcatori sono
Benjamin Bourigeaud con 5 gol
e Amine Gouiri, Stéphane Guivarc'h, Víctor Hugo Montaño, Ismaïla Sarr e Martin Terrier con 4 gol.

### Statistiche di squadra
A livello internazionale la miglior vittoria è per 5-0, ottenuta contro lo Slovácko nel terzo turno della Coppa Intertoto UEFA 2001, mentre la peggior sconfitta è il 5-1 subito contro il PAOK nella fase a gironi della Coppa UEFA 2005-2006.

## Organico

### Rosa 2025-2026
Rosa e numerazione aggiornate al 22 luglio 2025.
| N. |                        | Ruolo | Calciatore          |
| -- | ---------------------- | ----- | ------------------- |
| 1  | Francia (bandiera)     | P     | Brice Samba         |
| 3  | Francia (bandiera)     | D     | Adrien Truffert     |
| 4  | Camerun (bandiera)     | D     | Christopher Wooh    |
| 5  | Francia (bandiera)     | D     | Anthony Rouault     |
| 6  | Paesi Bassi (bandiera) | C     | Azor Matusiwa       |
| 7  | Giappone (bandiera)    | A     | Kyōgo Furuhashi     |
| 8  | Francia (bandiera)     | C     | Baptiste Santamaria |
| 9  | Francia (bandiera)     | A     | Arnaud Kalimuendo   |
| 11 | Francia (bandiera)     | C     | Ludovic Blas        |
| 15 | Senegal (bandiera)     | D     | Mikayil Faye        |
| 17 | Galles (bandiera)      | C     | Jordan James        |
| 18 | Camerun (bandiera)     | D     | Mahamadou Nagida    |
| 20 | Colombia (bandiera)    | A     | Carlos Andrés Gómez |
| 21 | Francia (bandiera)     | D     | Lilian Brassier     |
| 23 | Francia (bandiera)     | P     | Gauthier Gallon     |

| N. |                               | Ruolo | Calciatore                |
| -- | ----------------------------- | ----- | ------------------------- |
| 28 | Finlandia (bandiera)          | C     | Glen Kamara               |
| 30 | Francia (bandiera)            | P     | Steve Mandanda (capitano) |
| 32 | Francia (bandiera)            | C     | Naouirou Ahamada          |
| 33 | Paesi Bassi (bandiera)        | D     | Hans Hateboer             |
| 36 | Ghana (bandiera)              | D     | Alidu Seidu               |
| 38 | Francia (bandiera)            | C     | Djaoui Cissé              |
| 40 | Rep. Centrafricana (bandiera) | P     | Geoffrey Lembet           |
| 48 | Marocco (bandiera)            | D     | Abdelhamid Ait Boudlal    |
| 51 | Canada (bandiera)             | C     | Ismaël Koné               |
| 55 | Norvegia (bandiera)           | D     | Leo Skiri Østigård        |
| 62 | Francia (bandiera)            | A     | Mohamed Kader Meïté       |
| 75 | Costa d'Avorio (bandiera)     | C     | Seko Fofana               |
| 80 | Turchia (bandiera)            | P     | Doğan Alemdar             |
|    | Svizzera (bandiera)           | C     | Fabian Rieder             |